# Ritva
Ritva ist ein finnischer bzw. färöerischer weiblicher Vorname. 

## Herkunft und Bedeutung des Namens
- Finnisch „ritva“ = zarter Zweig einer Trauerbirke.

## Namenstag
- 5. Juli.
- Von 1986 bis 2000 auch 4. Januar.

## Bekannte Namensträgerinnen
- Ritva Holmberg (1944–2014), finnische Schauspielerin und Regisseurin
- Ritva Hannele Lauri (* 1952), finnische Schauspielerin
- Ritva Koukku-Ronde (* 1956), finnische Botschafterin
- Ritva Lemettinen-Melender (* 1960), finnische Langstreckenläuferin
- Ritva Sarin-Grufberg (* 1944), ålandische Politikerin
- Ritva Toivola (1942–2016), finnische Kinderbuchautorin